# مادرم گیسو
مادرم گیسو فیلمی به کارگردانی، نویسندگی و تهیه‌کنندگی سیامک شایقی ساخته سال ۱۳۷۴ است.

## داستان
این فیلم روایت‌گر مردی است که سال‌ها قبل همسرش را از دست داده است و با ورود زنی به نام گیسو به محل کارش فصل تازه‌ای در زندگی‌اش ایجاد می‌شود.

## بازیگران
- رضا کیانیان-منوچهر شایان
- یاسمین ملک نصر-گیسو
- سحر خلخالیان-کمند
- مهتاج نجومی-مادر
- داوود اسدی-نامزد کمند
- ملیحه نظری
- پریدخت اقبالپور
- مریم ساجدی
- هما خاکپاش
- محمد خلخالیان-دانش آموز ناشنوا
- آرش ساجدی
- بهناز نازی-دستیار پزشک جراح

## جشنواره‌ها
فیلم مادرم گیسو در چهاردهمین دوره جشنواره فیلم فجر (۱۳۷۴) حضور داشته است. همچنین این فیلم در پانزدهمین دوره جشنواره فیلم فجر (۱۳۷۵) در بخش پوستر (اعلان دیواری) (کامران کاتوزیان) کاندیدا مسابقات بوده است.